# 寶徠歌劇
寶徠歌劇（日語：ベラジオオペラ），是日本現役純種競賽馬匹。目前主要勝場有2024年及2025年連霸大阪盃。

## 出賽前
2020年4月7日出生於北海道千歲市社台牧場，成長途中被馬主林田祥來在千葉純種馬拍賣會上以4851萬日圓購入。
其後交由栗東訓練中心練馬師上村洋行訓練。

## 競賽生涯

### 2歲
2022年11月20日出戰阪神競馬場2歲新馬戰，比賽途中選擇保持於第二的情況下在直路不斷加速，最終於最後關頭壓贏前方領放的對手以頭位優勢取得冠軍。

### 3歲
2023年首戰選擇為1月29日的一捷馬戰非洲堇賞，比賽初段選擇領放，但於進入彎道後稍為減速下墮後至第二的位置。進入直路後，其於內欄位置展開加速，最終成功重新取得領先並以1 1/4馬位優勢取勝。
其後以春季錦標作為目標，賽前獲得第二人氣。比賽開始後，其採用和上兩仗不同的居中戰術，一直保持於約莫第七的位置推進。通過第三、四彎道時候，其於外檔位置開始加速並進佔前方位置，於直路繼續保持優秀的走勢下成功擊破對手，再度以1 1/4馬位優勢率先衝線贏得首個分級賽冠軍，亦是練馬師上村洋行的首個分級賽優勝。

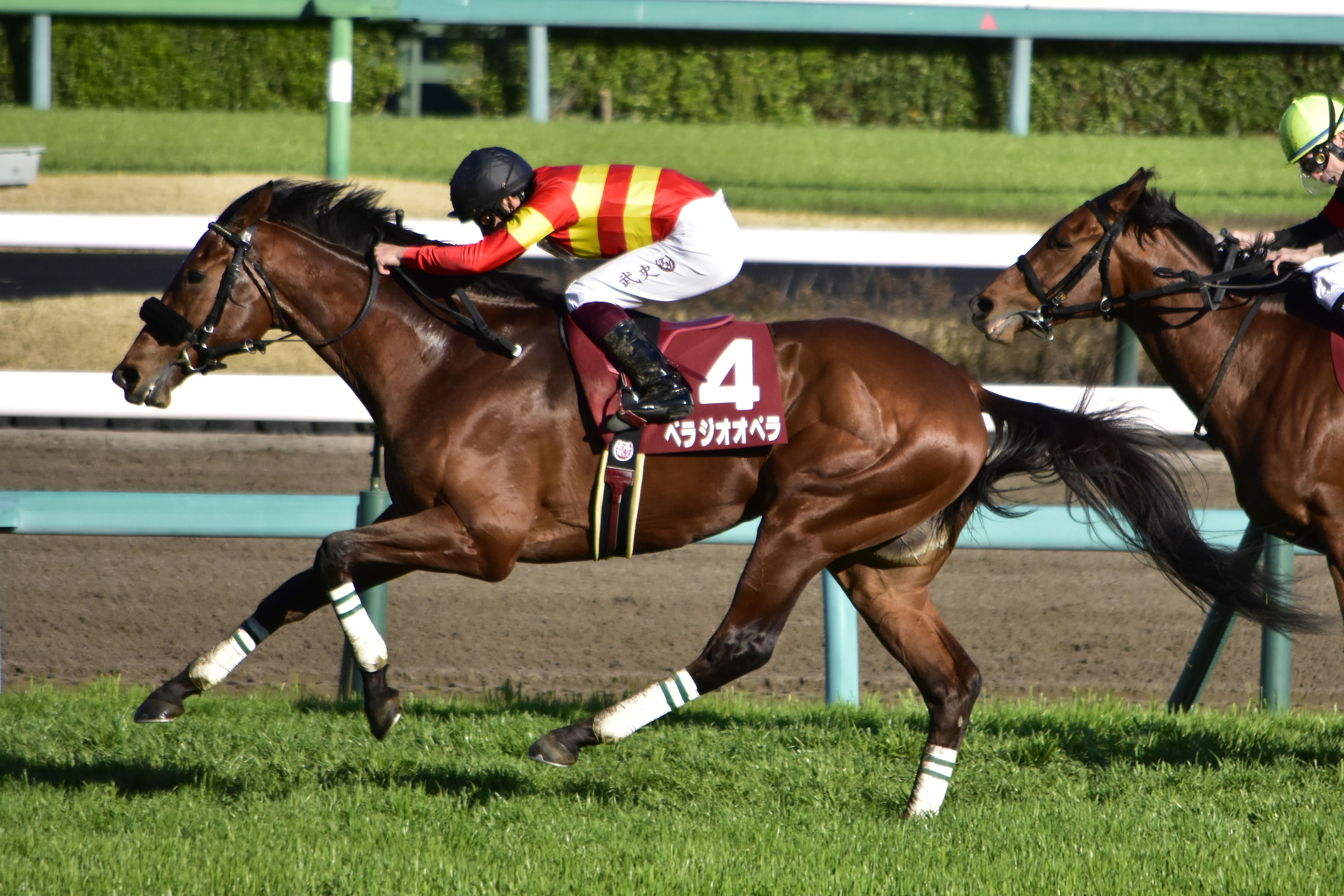
出戰春季錦標的寶徠歌劇

4月16日按照計劃出戰皋月賞，本次比賽重新採用先行戰術保持於二、三位展開推進，然而進入直路後未能適應軟地開始收步，最終失速之下以第十大敗，亦為其首次吞下敗仗。
緊接於5月出戰東京優駿（日本打吡），賽前因此前的大敗取得第九人氣。比賽開始後，其於第八左右的位置開始推進，進入對面直路後進一步墮後至第十一等待時機。進入直路後，其有中團位置開始加速並於外檔轟出後600米33.0秒的末腳，最終僅敗於鍵琴高奏、初日高升及心曲取得第四。
完成東京優駿後陣營原定秋季以安排神戶新聞盃接戰菊花賞的路線，但因夏季的調整不佳而放棄，於12月3日在挑戰盃復出。比賽開始後，其順利出閘之下亦能順應騎師橫山和生的指揮保持於有利位置，大約處於第四、五左右的有遮擋位。進入直路後，其繼續保持優秀的勢頭加速，最終成功抵擋由內檔衝出的皇庭譜曲的強襲，以鼻位險勝對手取勝。

### 4歲
2024年首戰選擇為京都紀念，再度採用居中戰術下於比賽前半段保持於有利位置。進入直路後，其再度成功爆發出優秀的速度不斷縮窄和前方賽駒的距離，雖然最終以3/4馬位差距敗於草如茵取得第二，但仍然可以拋離第三的巴氏金屬2馬位。
其後以一級賽大阪盃作為目標，賽前落後打吡時的對手鍵琴高奏取得第二人氣。比賽開始後，於半場缺乏明顯放頭馬的情況下騎師橫山主動控制寶徠歌劇跟前，保持於最前方的艷玫華彩的後方，並一直於內欄位置等待時機。進入直路後，其成功稍微抽出並展開加速，最終戰勝不斷壓迫的利森名園之下再成功抵擋後方衝出的醒赤驥及星光速，以頸位優勢取得首個一級賽冠軍，亦為練馬師上村帶來首個一級賽優勝。
贏得大阪盃後以春季古馬三冠尾關寶塚紀念作為目標，比賽開始後迅速搶佔貼欄的位置，其後稍為收慢步速停留於約莫第四的遮擋位。通過最後彎道時，其成功嚮應騎師橫山的指揮逐步加速，並與直路初段經已透出。進入直路中後段時，其仍然保持於前方以不俗的姿態衝刺，可惜於最後關頭被外檔更為凌厲的響號及初日高升超越，最終以第三名完賽。
10月27日於秋季天皇賞作為目標，比賽初段於所處的1檔順利推進，並一直以貼欄杆前置的姿勢跟隨前方的好脆及雪朗峰前進。通過最後彎道進入直路時，其仍然維持於內欄前頭的位置，於中段稍微外閃進行加速，可惜略嫌均速之下僅以第六完賽。
其後增程挑戰有馬紀念，比賽初段於順利出閘之下搶前，但其後讓出領放位置給予野田分位，自身則一直保持於第二的位置穩步推進。通過最後彎道進入直路時，其仍然保持不俗的走勢嘗試透出，但一直未能貼近野田分位下亦比外檔衝刺的蕾麗宮及大帝超越，最終跑獲一席殿軍。

### 5歲
2025年選擇直走一級賽大阪盃，比賽初段因為出閘順利而進佔內欄前方位置，在第一、二彎道處面對飛砂駒的進擊仍然可以保持沉穩的姿態，在比賽途中一直緊盯前方的好脆及幸運銀幣前進。進入直路後，其開始以不俗的速度加速並超越失速的飛砂駒，後續繼續衝刺下亦能趕過內欄的好脆透出領先，最終在中後段仍然可以維持走勢，力拒內欄穿出的優鶴湖和潛心鍛鍊以及外檔上前的同父馬君王之王，以1馬位成為首匹連霸此賽事的賽駒之餘，亦以1分56.2秒的完賽時間打破阪神競馬場草地2000米跑道紀錄。
其後繼續挑戰春季古馬三冠尾關寶塚紀念，本次比賽在最內欄位置起步下保持在先頭位置，在最後彎道稍微上前至第二附近準備發力。進入直路後，其因些微的外拋而浪費腳程，雖然迅速調整並開始展開衝刺，但仍然被前方領放的名將田原逐步拋離，最終以3馬位差距落敗取得亞軍。

### 詳細賽績
| 日期       | 舉行國家 | 馬場 | 距離   | 級別 | 賽事名稱   | 負重 | 騎師     | 馬號 | 出馬 | 名次 | 時間   | 頭馬（二馬）    |
| ---------- | -------- | ---- | ------ | ---- | ---------- | ---- | -------- | ---- | ---- | ---- | ------ | --------------- |
| 11/20/2022 | 日本     | 阪神 | 草1800 |      | 2歲新馬    | 55   | 連達文   | 3    | 9    | 1    | 1:48.0 | （Air Meteora） |
| 19/1/2023  | 日本     | 東京 | 草1800 |      | 非洲堇賞   | 56   | 橫山武史 | 4    | 8    | 1    | 1:48.0 | （Tramandare）  |
| 19/3/2023  | 日本     | 中山 | 草1800 | GII  | 春季錦標   | 56   | 横山武史 | 4    | 16   | 1    | 1:48.9 | （好脆）        |
| 16/4/2023  | 日本     | 中山 | 草2000 | GI   | 皋月賞     | 57   | 田邊裕信 | 15   | 18   | 10   | 2:02.4 | 初日高升        |
| 28/5/2023  | 日本     | 東京 | 草2400 | GI   | 東京優駿   | 57   | 橫山和生 | 1    | 18   | 4    | 2:25.2 | 鍵琴高奏        |
| 2/12/2023  | 日本     | 阪神 | 草2000 | GIII | 挑戰盃     | 57   | 横山和生 | 5    | 13   | 1    | 1:58.8 | （皇庭譜曲）    |
| 11/2/2024  | 日本     | 京都 | 草2200 | GII  | 京都紀念   | 57   | 横山和生 | 5    | 12   | 2    | 2:12.2 | 草如茵          |
| 31/3/2024  | 日本     | 阪神 | 草2000 | GI   | 大阪盃     | 58   | 横山和生 | 11   | 16   | 1    | 1:58.2 | （利森名園）    |
| 23/6/2024  | 日本     | 京都 | 草2200 | GI   | 寶塚紀念   | 58   | 横山和生 | 3    | 13   | 3    | 2:12.4 | 響號            |
| 27/10/2024 | 日本     | 東京 | 草2000 | GI   | 秋季天皇賞 | 58   | 横山和生 | 1    | 15   | 6    | 1:57.7 | 勝局在望        |
| 22/12/2024 | 日本     | 中山 | 草2400 | GI   | 有馬紀念   | 58   | 横山和生 | 5    | 15   | 4    | 2:32.1 | 蕾麗宮          |
| 6/4/2025   | 日本     | 阪神 | 草2000 | GI   | 大阪盃     | 58   | 横山和生 | 5    | 15   | 1    | 1:56.2 | （君王之王）    |
| 15/6/2025  | 日本     | 阪神 | 草2200 | GI   | 寶塚紀念   | 58   | 横山和生 | 1    | 17   | 2    | 2:11.6 | 名將田原        |

## 血統簡介
父系龍王爲日本賽駒，生涯稱霸短途賽事，包括做出連霸短途馬錦標及香港短途錦標等壯舉，被稱爲日本近代最強短途馬。祖父夏威夷王亦爲日本賽駒，生涯戰績極爲優秀，僅得一戰未能獲勝，曾勝出一級賽NHK一哩賽及東京優駿（日本打吡），爲日本史上首匹贏得變則二冠的賽駒。
母系Air Routine為日本賽駒，生涯僅勝出一場賽事。外祖父無敵先鋒爲英國賽駒，生涯戰績優秀，曾勝出一級賽英皇佐治六世及皇后伊利沙伯錦標，退役後被社台集團引入至日本作配種馬之用。

### 血統表
| 父線：金滿寶系（淘金者系）          |                              |              |                   |
| 種馬 龍王 2008年（棗色）            | 夏威夷王 2001年（棗色）      | 金滿寶       | 淘金者            |
| 種馬 龍王 2008年（棗色）            | 夏威夷王 2001年（棗色）      | 金滿寶       | Miesque           |
| 種馬 龍王 2008年（棗色）            | 夏威夷王 2001年（棗色）      | Manfath      | 最後大官          |
| 種馬 龍王 2008年（棗色）            | 夏威夷王 2001年（棗色）      | Manfath      | Pilot Bird        |
| 種馬 龍王 2008年（棗色）            | Lady Blossom 1996年（棗色）  | 雷貓         | 雷鳥              |
| 種馬 龍王 2008年（棗色）            | Lady Blossom 1996年（棗色）  | 雷貓         | Terlingua         |
| 種馬 龍王 2008年（棗色）            | Lady Blossom 1996年（棗色）  | Saratoga Dew | Cormorant         |
| 種馬 龍王 2008年（棗色）            | Lady Blossom 1996年（棗色）  | Saratoga Dew | Super Luna        |
| 繁殖雌馬 Air Routine 2012年（栗色） | 無敵先鋒 2006年（棗色）      | 單色里       | 丹山              |
| 繁殖雌馬 Air Routine 2012年（栗色） | 無敵先鋒 2006年（棗色）      | 單色里       | Hasili            |
| 繁殖雌馬 Air Routine 2012年（栗色） | 無敵先鋒 2006年（棗色）      | Penang Pear  | Bering            |
| 繁殖雌馬 Air Routine 2012年（栗色） | 無敵先鋒 2006年（棗色）      | Penang Pear  | Guapa             |
| 繁殖雌馬 Air Routine 2012年（栗色） | Air Magdalene 2003年（棗色） | 週日寧靜     | Halo              |
| 繁殖雌馬 Air Routine 2012年（栗色） | Air Magdalene 2003年（棗色） | 週日寧靜     | Wishing Well      |
| 繁殖雌馬 Air Routine 2012年（栗色） | Air Magdalene 2003年（棗色） | Air Deja vu  | 北方風味          |
| 繁殖雌馬 Air Routine 2012年（栗色） | Air Magdalene 2003年（棗色） | Air Deja vu  | I Dreamed a Dream |
| 雌系：號族：4-r                     |                              |              |                   |
| 五代內近親交配：北地舞人 5×5        |                              |              |                   |

## 命名由來
名字中，Bellagio（ベラジオ）是馬主林田祥來之冠名，出自意大利倫巴第大區科莫省的一個同名小鎮貝拉焦，香港採音譯，翻譯為「寶徠」，Opera（オペラ）就是「歌劇」。

## 外部連結
- 寶徠歌劇 netkeiba.com （页面存档备份，存于）
- 血統表